# Dirk Edelhoff

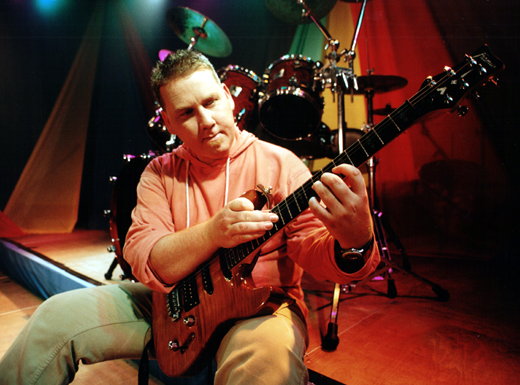
Dirk Edelhoff

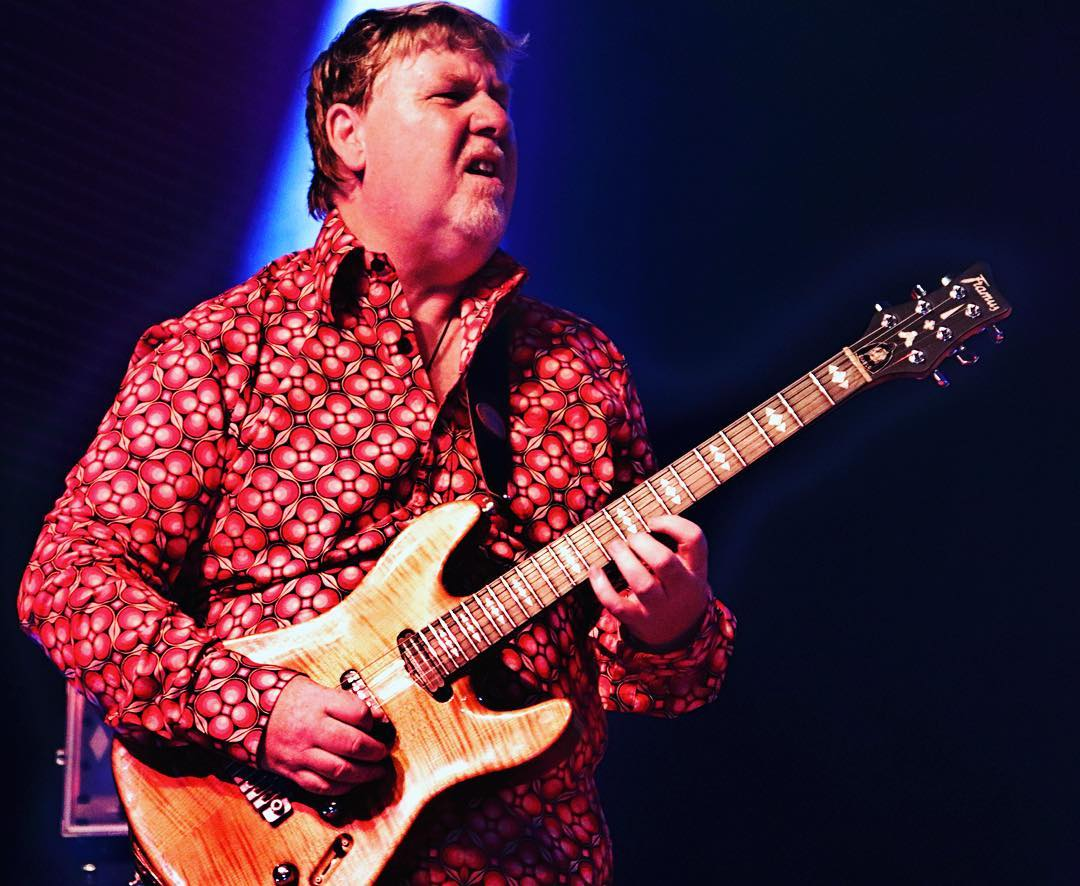
Dirk Edelhoff in concert 2018

Dirk Edelhoff (* 17. Oktober 1963 in Iserlohn) ist ein deutscher Jazz- und Rock-Gitarrist.

## Musikalische Ausbildung und Werdegang
Der deutsche, aus Iserlohn (Nordrhein-Westfalen) stammende Musiker Dirk Edelhoff ist Pop-, Rock- und Jazz-Gitarrist. 1980 und 1981 war er zweimaliger 1. Preisträger des Landeswettbewerbes Jugend jazzt in Nordrhein-Westfalen. Dirk Edelhoff hatte Gitarrenunterricht bei Eddy Marron, dem Dozenten der Musikhochschule Köln für Jazzgitarre, und absolvierte die Vorberufliche Fachausbildung für Musik (VFA) an der Musikschule Dortmund. Zwischen 1983 und 1985 war er Teilnehmer der Jazz-Seminare an der Akademie Remscheid.
Seit 1986 ist Dirk Edelhoff als freiberuflicher Musiker tätig und arbeitet als Studiogitarrist für verschiedene Tonstudios und Musikproduktionen. 1992 war er Dozent für E-Gitarre am Münchner Gitarren Institut (MGI) in Köln. Im Jahr 1999 veröffentlichte er als Autor bei der Musikzeitschrift Gitarre & Bass die Kolumne Guitar Techniques. Weiter ist er als Komponist für Popular-, Werbe- und Filmmusik tätig.
Seit 2000 betreibt er eine eigene Gitarrenschule in Schwerte (Nordrhein-Westfalen) und ist in verschiedenen Bands und Musikprojekten involviert. Damit hat es seinen Berufswunsch aus frühester Jugend realisiert.

## Rezeption
gitarrissimo bezeichnet Dirk Edelhoff als „Inbegriff der Vielseitigkeit“ und sein Spiel als „technisch hochqualifiziert“. BackstagePro zählt ihn „zu den vielseitigsten und versiertesten Gitarristen Deutschlands“. RockTimes sieht ihn als Tausendsassa und Genre-Hopper par excellence. Das Ruhrtal Journal nennt ihn "Schwerter Edelgitarrist".
Seine Auftritte mit den Bands What Ever Works (2015–2017) und Go Music (seit 2014) finden regelmäßig begeisterte Aufnahme.
Er selbst will sein Wissen und Können nicht nur an Fortgeschrittene, sondern auch an motivierte Anfänger weitergeben.

## Musikproduktionen und Bands
- 1976: Emotion (Pop/Rock)
- 1977: Chabo (Progressive Rock)
- 1979: Saitenwind (Rock)
- 1982: Quasdt (Jazz/Rock)
- 1984: Turbo (Pop/Rock)
- 1985: Epitaph (Hard Rock)
- 1986: Infusion (Jazz/Fusion)
- 1986: Schweinecombo (Rock)
- 1987: Black Swan (Pop/Rock)
- 1989: ScrapYard (Garage Rock)
- 1990: Hermann Krull Band (Deutscher Rock-Blues)
- 1991: Seni (Pop/Rock)
- 1992: Tempo 100 (Zirkus-Rock-Projekt Lilakonia)
- 1993: Airplay (Rock)
- 1993: Lady Umbrella & Mr. E. (Rock)
- 1994: Tony Osanah (Worldmusic)
- 1995: Jeanne Carroll (Blues/Soul)
- 1996: Dirk Edelhoff Band (Jazz/Rock, unter anderem mit Helmuth Fass)
- 1998: Soulfingers (Soul/Blues)
- 2002: Dot.De.Project (Crossover-Musik/Nu Rock)
- 2004: The Lotus Effect, USA (Pop/Rock) mit Sari Schorr
- 2004: Art Fazil, UK (Pop/Rock)
- 2005: Lisa Fitzgibbon UK (Acoustic/Pop)
- 2005: John Lester, USA (Pop/Jazz/Soul)
- 2006: Die Nach’Meters (Soul/Funk/Jazz/Blues)
- 2008: Die Bohème Orchester (Bigband-Swing der 1930er- und 40er-Jahre)
- 2008: Crazy Chris Kramer Band (Blues)
- 2008: O.T.C. Band (Soul & Funk)
- 2012: QSSDT (Jazz & Fusion)
- 2013: Kendis (Alternative Rock)
- 2014: Go Music Martin Engelien (Session Rock)
- 2015: What-Ever-Works (Soul & Funk)
- 2016: Theo – Heart Of Soul (Soul & Funk, unter anderem mit Tony Braunagel[A 1] u. a. von The Phantom Blues Band)
- 2016: Go Music 10/16 Martin Engelien (Session Rock)(Martin Engelien b, Chuck Plaisance voc, Dirk Edelhoff git, Thomas Lieven dr., Jochen Welle dr.)[12]
- 2017: Go Music 10/17 Martin Engelien (Session Rock)(Martin Engelien b, Ilenia Romano voc, Tommy Fischer dr., Dirk Edelhoff git)[7]
- 2017: MOAI Project / Enrique Plazaola(Enrique Plazaola voc/keys, Benny Mokross dr/perc, Klaus Samusch, Dirk Edelhoff git, Beate Lucas/Sophia Natalie Sted ng/Laura Ferreira backing voc)[3]
- 2018: Go Music 05/18 Martin Engelien (Session Rock)(Martin Engelien b, Sylvia González Bolívar voc, Mel Gaynor dr., Dirk Edelhoff git)[9]
- 2019: 50 Jahre Woodstock Festival (Greven) Martin Engelien´s Go-Music Woodstock Band:(Martin Engelien b, Peter Bursch sitar voc, David Readman voc, Thomas Blug git, Victor Smolski git, Pitti Hecht perc., Manni von Bohr dr,  Vanesa Harbek git voc, Gil Edwards git voc,  Dirk Edelhoff git,  Jutta Weinhold voc,  Chuck Plaisance git voc, Jürgen Dahmen key, Christian Felke sax)
- 2019: Jambo-X (Pop/Rock 70’s and 80’ with a modern twist)
- 2020: „Hair“ Musical (Eine Produktion von Theater am Fluss, Thomas Kässens dr, Thomas Halbach key, Stefan Breuer b, Dirk Edelhoff git)
- 2020: CD „Second Season of Different Colors“ (Jazzrock, ProgRock, Djent)
- 2021: Der tiefe Raum (Progressive, Rock, Folk und Electronic)
- 2023: ZAM „zornige alte Männer“ (Rock, Bluesrock mit niveauvollen Texten)

Quelle (soweit nicht explizit angegeben): Backstage PRO

## Diskografie

### CD
- 1990: Stop, (The Scrap Yard, Big Noise Records)
- 1991: Die Dunkle Seite der Alm. (Studiomusiker bei Original Buam, EMI-Electrola)
- 2003: Rock Groove & The World, (Dot De Project, Housemaster Records)
- 2004: Sarah-Lisa, (Sarah-Lisa, E-Indi-Records)
- 2009: Viaje de Vida, (Tony Osanah, The World Cafe)
- 2009: Unterwegs, (Crazy Chris Kramer, Neo Bob)
- 2012: Kramer kommt! (Crazy Chris Kramer, Neo Bob)
- 2012: Different Colors (Dirk Edelhoff, E-Indi-Records)
- 2020: Second Season of Different Colors (Dirk Edelhoff, CD Baby)[13]

### Singles
- 2010: Dreiviertel, (Dirk Edelhoff, E-Indi-Records)
- 2010: Remember
- 2010: Old Fashion
- 2011: Classic Tapp
- 2011: Blues Rock Train
- 2011: Irish Sea
- 2012: Indi 8string
- 2012: Clockwork Funk
- 2012: Just Blues